# Distretto di Sieradz
Il distretto di Sieradz (in polacco powiat sieradzki) è un distretto polacco appartenente al voivodato di Łódź.

## Geografia antropica

### Suddivisioni amministrative
Il distretto comprende 11 comuni.
- Comuni urbani: Sieradz
- Comuni urbano-rurali: Błaszki, Warta, Złoczew
- Comuni rurali: Brąszewice, Brzeźnio, Burzenin, Goszczanów, Klonowa, Sieradz, Wróblew